# Schizomitrium chevalieri
Schizomitrium chevalieri là một loài Rêu trong họ Hookeriaceae. Loài này được (Broth.) Ochyra mô tả khoa học đầu tiên năm 1982.